# Acacia obovata
Acacia obovata är en ärtväxtart som beskrevs av George Bentham. Acacia obovata ingår i släktet akacior, och familjen ärtväxter. Inga underarter finns listade i Catalogue of Life.